# Cardiocinetico
Per cardiocinetico o cardioattivo o cardiotonico o cardenolidico, si intende una sostanza che influisce sul normale funzionamento cardiaco. 
Generalmente si tratta di un agente che eccita e/o stimola l'azione del cuore in maniera più o meno elettiva, portando ad aumento della forza contrattile, diminuzione della frequenza e conduzione di stimoli dagli atrii ai ventricoli e potenziando l'eccitabilità.
Solitamente si tratta di un glicoside in cui l'aglicone è di tipo sterolico, caratterizzato da catena laterale modificata ad anello lattonico; il glicone è spesso il glucosio.

## Presenza in natura
Se ne registra la presenza in numerose specie di piante (Apocinacee spp., Asclepiadacee spp., Celastracee, Brassicacee spp., Fabaceae spp., Ranunculacee spp. e Liliacee spp.) e in alcuni anfibi (Bufo spp.).
Esempi di piante contenenti sostanze cardiocinetiche sono: la digitale (vedi Digitalici), lo strofanto, la scilla marittima, il mughetto, l'elleboro e l'oleandro.